# 复合函数
复合函数（英語：composite function），又稱作合成函數，在数学中是指逐点地把一个函数作用于另一个函数的结果，所得到的第三个函数。例如，函数 {\displaystyle f:X\rightarrow Y} 和 {\displaystyle g:Y\rightarrow Z} 可以复合，得到从 {\displaystyle X} 中的 {\displaystyle x} 映射到 {\displaystyle Z} 中 {\displaystyle g(f(x))} 的函数。直观来说，如果 {\displaystyle z} 是 {\displaystyle y} 的函数，{\displaystyle y} 是 {\displaystyle x} 的函数，那么 {\displaystyle z} 是 {\displaystyle x} 的函数，得到的复合函数记作 {\displaystyle g\circ f:X\rightarrow Z}，定义为对 {\displaystyle X} 中的所有 {\displaystyle x}，{\displaystyle (g\circ f)(x)=g(f(x))}。直观地说，复合两个函数是把两个函数链接在一起的过程，内函数的输出就是外函数的输入。
函数的复合是关系复合的一个特例，因此复合关系的所有性质也适用于函数的复合。复合函数还有一些其他性质。

## 定義

绝对值函数与三次函數，两个实函数以不同的次序复合。这表明了函数复合不遵守交换律

考慮到函數的值域跟定义域，要簡單的以“計算式”，如把所有 {\displaystyle (x,\,x+1)} 和 {\displaystyle (y,\,{\sqrt {y}})} 的有序对頭接尾的這樣直觀定義“合成”是會遇到問題的，像是把 {\displaystyle x} 取為实数，這樣把 {\displaystyle x+1} 很自然的對接到 {\displaystyle y} 然後開根號成 {\displaystyle {\sqrt {y}}} ，是會遇到對負數開根號，出現非單一值的問題（請參見棣莫弗公式），就算不考慮單一值的問題，我們期望的“合成函數”的值域到底該不該包含複數呢？所以 (1) 我們一開始就要把準備“合成”的兩個函數的值域跟定義域劃分清楚 (2) 要考慮到對接的時候，前面的值域跟後面的值域不一定相等的問題。
设我們有兩個函數 {\displaystyle f} 和 {\displaystyle g} ，兩者的定義域分別是 {\displaystyle D_{f}} 和 {\displaystyle D_{g}}，值域分別是 {\displaystyle I_{f}} 和 {\displaystyle I_{g}}。如果 {\displaystyle I_{f}\cap D_{g}\neq \varnothing }  ，那我們定義合成函數為
{\displaystyle g\circ f:=\{(x,\,z)\,|\,(\exists y\in I_{f}\cap D_{g})[y=f(x)\wedge z=g(y)]\}}

直觀上來說，如果 {\displaystyle f} 的“輸出範圍”是有一部分在 {\displaystyle g} 的“輸入範圍”，那我們就可以定義“先作用 {\displaystyle f} 再作用 {\displaystyle g} ”的函數，但這個“新合成”的函數的定義域可能會因此被限縮（輸出值處在兩者交集的那些 {\displaystyle x} 而已）。注意到每個 {\displaystyle x} 只會有一個輸出值 {\displaystyle y} ，而每個 {\displaystyle y} 只會有一個輸出值 {\displaystyle z} ，所以這樣“先作用 {\displaystyle f} 再作用 {\displaystyle g} ”的話，每個 {\displaystyle x} 只會有一個輸出值 {\displaystyle z} 而已，這確保了 {\displaystyle g\circ f} 符合我們對函數的要求。
当 {\displaystyle g\circ f=f\circ g} 时（注意這是集合的相等！），我们会说 {\displaystyle g} 和 {\displaystyle f} 是可交换的。
兩個一對一函數的合成函數也是一對一的。
涉及到可导函数的复合函数的导数，可以用链式法则求得。Faà di Bruno公式给出了复合函数的高阶导数的表达式。

## 例子
- 有限集上的函数复合：若 {\displaystyle f=\{(1,3),(2,1),(3,4),(4,6)\}}，{\displaystyle g=\{(1,5),(2,3),(3,4),(4,1),(5,3),(6,2)\}}，则 {\displaystyle g\circ f=\{(1,4),(2,5),(3,1),(4,2)\}}.

， 与 的复合。例如，.

两个函数复合的具体例子

- 无限集上的函数复合：若 {\displaystyle f:\mathbb {R} \rightarrow \mathbb {R} } （其中 {\displaystyle \mathbb {R} } 是所有实数的集合）表达式为 {\displaystyle f(x)=2x+4}，而 {\displaystyle g:\mathbb {R} \rightarrow \mathbb {R} } 表达式为 {\displaystyle g(x)=x^{3}}，则：

{\displaystyle (f\circ g)(x)=f(g(x))=f(x^{3})=2x^{3}+4}，且
{\displaystyle (g\circ f)(x)=g(f(x))=g(2x+4)=(2x+4)^{3}}.
- 如果一架飞机在 {\displaystyle t} 时刻的海拔为 {\displaystyle h(t)}，而海拔 {\displaystyle x} 处的氧气浓度为 {\displaystyle c(x)}，那么 {\displaystyle (c\circ h)(t)} 描述了 {\displaystyle t} 时刻飞机周围的氧气浓度。

## 复合幺半群
假设我们有两个（或多个）函数 {\displaystyle f:X\rightarrow X}， {\displaystyle g:X\rightarrow X}，定义域与到达域相同；这些函数一般称作变换。于是，我们可以构造多个变换复合而成的链，比如 {\displaystyle f\circ f\circ g\circ f}。这种链具有幺半群的代数结构，称作变换幺半群或者复合幺半群。通常，变换幺半群可以具有非常复杂的结构。一个很有名的例子是德拉姆曲线。所有函数 {\displaystyle f:X\rightarrow X} 的集合称作 {\displaystyle X} 上的全变换半群或对称半群。（我们其实可以定义两个半群，这取决于定义半群运算为函数左复合和右复合的方式。）

把 变换为 的相似性是位似 和以 为中心的旋转 的复合。例如， 在旋转 下的像是 ，可以写作。而 表示映射 把 变换到了 。因此。

如果变换是双射（也就可逆），则这些函数所有可能的组合就构成了一个变换群；可以说这个群是由这些函数生成的。这就引出了群论里面的凱萊定理从本质上表明，（在同构意义下）任何群都是某一置换群的子群。
所有双射函数 {\displaystyle f:X\rightarrow X}（称作置換）的集合构成了一个关于复合算子的群。这就是对称群，有时称作复合群。
在（所有变换的）对称半群中，我们还可以发现一个较弱的、非唯一的逆变换（称作伪逆），因为对称子群是一个正则半群。

## 函数幂
如果 {\displaystyle Y\subseteq X}，则 {\displaystyle f:X\rightarrow Y} 有可能可以与自身复合；这有时候记作 {\displaystyle f^{2}}。即：
{\displaystyle (f\circ f)(x)=f(f(x))=f^{2}(x)}
{\displaystyle (f\circ f\circ f)(x)=f(f(f(x)))=f^{3}(x)}
{\displaystyle (f\circ f\circ f\circ f)(x)=f(f(f(f(x))))=f^{4}(x)}
更一般地，对于 {\displaystyle n\geq 2} 的自然数，{\displaystyle n} 次函数冪可以归纳定义为 {\displaystyle f^{n}=f\circ f^{n-1}=f^{n-1}\circ f}。 这种函数与自身的反复复合称作迭代函数。 
- 习惯上，{\displaystyle f^{0}} 定义为 {\displaystyle f} 定义域上的恒同映射，{\displaystyle id_{X}}.
- 如果 {\displaystyle Y=X}，而 {\displaystyle f:X\rightarrow X} 存在反函數 {\displaystyle f^{-1}}，那么对于 {\displaystyle n>0}，负函数幂 {\displaystyle f^{-n}} 定义为反函数的幂：{\displaystyle f^{-n}=(f^{-1})^{n}}。

注意：若 {\displaystyle f} 在一个环内取值（特别是对于实值或复值 {\displaystyle f}），存在混淆的风险，因为 {\displaystyle f^{n}} 也可以表示 {\displaystyle f} 的 {\displaystyle n} 次乘积，比如 {\displaystyle f^{2}(x)=f(x)\cdot f(x)}。 对于三角函数，通常会使用后者的含义，至少对于正指数是这样。例如，在三角学中，使用三角函数 {\displaystyle \sin ^{2}(x)=\sin(x)\cdot \sin(x)} 的时候，这个上标记号表示标准的指数运算。不过，对于负指数（特别是 −1），则通常指的是反函数，例如，{\displaystyle \tan ^{-1}=\arctan \neq {\frac {1}{\tan }}}.
在一些情况下，对于给定函数 {\displaystyle f}，方程 {\displaystyle g\circ g=f} 只有一个解 {\displaystyle g} 的时候，该函数可以定义为 {\displaystyle f} 的函数平方根，记作 {\displaystyle g=f^{\frac {1}{2}}}.
更一般地，当 {\displaystyle g^{n}=f} 只有唯一解时（自然数 {\displaystyle n>0}），{\displaystyle f^{\frac {m}{n}}}可以定义为 {\displaystyle g^{m}}.
在额外的限制下，这个想法还可以推广，使得迭代函数可以是一个连续的参数；在此情形下，这样的系统称作流，由施罗德方程定义。迭代函数和流很自然地出现在分形和动力系统的研究中。
为避免混淆，有些数学家把 {\displaystyle f} 的 {\displaystyle n} 次迭代写作 {\displaystyle f^{\circ n}}.

## 其他记法
许多数学家，特别是群论方面的数学家，省去复合符号，把 {\displaystyle g\circ f} 写作 {\displaystyle gf}.
在20世纪中叶，一些数学家认为用“{\displaystyle g\circ f}”来表示“首先施加 {\displaystyle f}，然后施加 {\displaystyle g}”太令人困惑，于是决定改变记法。他们用“{\displaystyle xf}”来代表“{\displaystyle f(x)}”，用“{\displaystyle (xf)g}”来代表“{\displaystyle g(f(x))}”。这在某些领域会比函数写在左面更加自然和简便—比如在线性代数中，当 {\displaystyle x} 为行向量，{\displaystyle f} 和 {\displaystyle g} 表示矩阵，而复合是通过矩陣乘法完成的时候。这种替代记法称作后缀表示法。顺序很重要，因为函数复合不一定是可交换的（比如矩阵乘法）。向右进行施加函数和复合的写法复合从左到右的阅读顺序。
使用后缀表示法的数学家可能会写“{\displaystyle fg}”，表示先施加 {\displaystyle f} 再施加 {\displaystyle g}，这样就能与后缀表示法中的符号的顺序保持一致，不过这就会让“{\displaystyle fg}”这个记号有歧义了。计算机科学家可能用 {\displaystyle f;g} 来表示 [1] ，这样就能区分出复合的顺序了。要把左复合算子和文本分好区分开来，在Z表示法（Z notation）中 ⨾ 字符用于左关系复合。由于所有函数都是二元关系，在函数复合中也应该用[粗]分号（参见 关系复合条目了解此记法的详细内容）。

## 复合算子
给定函数 {\displaystyle g}，复合算子 {\displaystyle C_{g}} 定义为使得
{\displaystyle C_{g}f=f\circ g.}
的从函数映射到函数的算子。在算子理论领域会研究复合算子。

## 多元函数
对于多元函数来说，部分复合是有可能的。当函数 {\displaystyle f} 的部分参数 {\displaystyle x_{i}} 由 {\displaystyle g} 换掉后得到的结果在一些计算机工程文献中，记作 {\displaystyle f|_{x_{i}=g}}
{\displaystyle f|_{x_{i}=g}=f(x_{1},\ldots ,x_{i-1},g(x_{1},x_{2},\ldots ,x_{n}),x_{i+1},\ldots ,x_{n}).}
当 {\displaystyle g} 是一个常数 {\displaystyle b} 时，复合退化为一个（部分）求值，其结果就会是限制或者辅因子。
{\displaystyle f|_{x_{i}=b}=f(x_{1},\ldots ,x_{i-1},b,x_{i+1},\ldots ,x_{n}).}
通常，多元函数的复合可能涉及若干其他函数作为参数，如原始递归函数的定义。给定 {\displaystyle f}，一个 {\displaystyle n} 元函数，{\displaystyle n} 个 {\displaystyle m} 元函数 {\displaystyle g_{1},\cdots ,g_{n}}，{\displaystyle f} 与 {\displaystyle g_{1},\cdots ,g_{n}} 的复合是 {\displaystyle m} 元函数
{\displaystyle h(x_{1},\ldots ,x_{m})=f(g_{1}(x_{1},\ldots ,x_{m}),\ldots ,g_{n}(x_{1},\ldots ,x_{m}))}.
这有时称作 {\displaystyle f} 与 {\displaystyle g_{1},\cdots ,g_{n}} 的广义复合。在这个一般化的情形中，可以通过把所有这些用作参数的函数合适地选为射影函数，只保留一个参数函数，就能得到前面提到的只有一个参数部分复合的函数。还要注意，在这个一般化情形中，{\displaystyle g_{1},\cdots ,g_{n}} 可以看作是单个向量或元组值函数，这样理解的话，这就是复合函数的标准定义。
某些基本集 {\displaystyle X} 上的一些有限性运算称作克隆，它们需要包含所有射影，并且在广义复合下封闭。请注意，克隆通常包含各种元数（arity）的运算。交换的概念在多元情形中叶有一个有意思的推广：如果元数 {\displaystyle n} 的函数 {\displaystyle f} 是保持 {\displaystyle g} 的同态函数（{\displaystyle g} 的元数为 {\displaystyle m}），则可以说 {\displaystyle f} 与 {\displaystyle g} 是可交换的，反之亦然。例如：
{\displaystyle f(g(a_{11},\ldots ,a_{1m}),\ldots ,g(a_{n1},\ldots ,a_{nm}))=g(f(a_{11},\ldots ,a_{n1}),\ldots ,f(a_{1m},\ldots ,a_{nm}))}.
一元运算总是与自己可交换，但二元（或者更多元）运算不一定如此。与自身可交换的二元（或更多元）运算称为medial或entropic。

## 推广
复合可以推广到任意二元关系。若 {\displaystyle R\subseteq X\times Y} 与 {\displaystyle S\subseteq Y\times Z} 是两个二元关系，则它们的复合 {\displaystyle S\circ R} 是定义为 {\displaystyle \{(x,z)\in X\times Z:\exists y\in Y.(x,y)\in R\land (y,z)\in S\}}. 考虑二元关系的一个特殊情形（函数关系），复合函数满足关系复合的定义。
偏函数的复合可是用相同方式定义的定义，有一个类似凯莱定理（Cayley's theorem）的定理叫做Wagner-Preston定理。
具有态射函数的集合范畴叫做原型范畴（prototypical category）。范畴的公理实际上受到了复合函数的性质（和定义）启发。由复合形成的结构在范畴论中被公理化和推广，函数的概念换成了范畴论中的态射。公式 {\displaystyle (f\circ g)^{-1}=(g^{-1}\circ f^{-1})} 中的反序复合，同样适用于使用逆关系的关系复合，因此在群论中也适用。这些结构形成了dagger范畴。

## 排版
复合算子 ∘  编码为U+2218 ∘ RING OPERATOR ，HTML：&#8728;。参见Degree symbol条目中外观类似的Unicode字符。在TeX中，写作\circ。